# Pancreatitis autoinmune

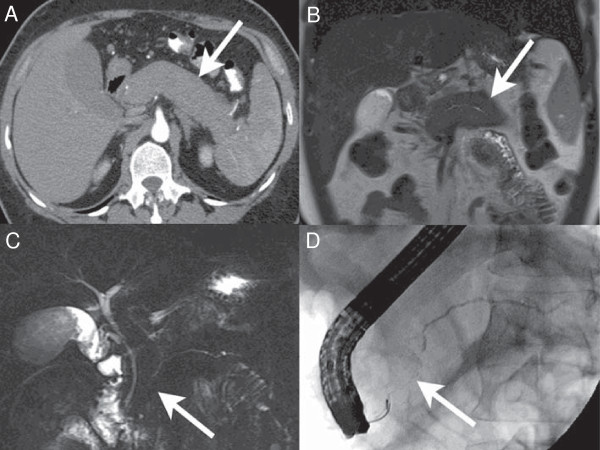
Tomografía de una pancreatitis autoimmune.

La pancreatitis autoinmune (AIP) fue descrita por primera vez por Yoshida en 1995, e introducida
como una forma de pancreatitis crónica asociada con manifestaciones autoinmunes. Hoy en día se
sabe que la enfermedad representa una enfermedad autoinmune sistémica que afecta no sólo al
páncreas, sino también a una variedad de otros órganos como el conducto biliar, el retroperitoneo
y los ganglios linfáticos.

## Patogénesis
Los anticuerpos contra la lactoferrina y la anhidrasa carbónica (CA) II se detectan con mayor
frecuencia en la AIP tipo 1 (73 % y 54 %, respectivamente). También se detectaron anticuerpos anti-
CA-IV en el 34 % de los pacientes. Otros autoantígenos potenciales incluyen el inhibidor de la
tripsina secretora pancreática y los tripsinógenos. Sin embargo, queda por ver si IgG4 es un
autoanticuerpo en el tipo 1 AIP o si está sobreexpresado como secundario en respuesta a un
estímulo inflamatorio primario desconocido.

## Presentación clínica
La manifestación en las glándulas salivales se ha denominado sialoadenitis esclerosante crónica,
tumor de Kuttner o enfermedad de Mikulicz (exocrinopatía plasmocítica relacionada con IgG4).
En el retroperitoneo, ésta se llama periaortitis crónica o fibrosis retroperitoneal idiopática.
En los riñones se ha considerado como una nefropatía IgG4 relacionada con enfermedad
sistémica.
Si afecta a las órbitas recibe el nombre de seudolinfoma relacionado con IgG4.

## Diagnóstico
1. Serología: incremento de IgG4
2. TAC: Los hallazgos típicos en PAI son aumento difuso de la glándula, con un halo de hipoatenuación alrededor del órgano, produciendo la imagen típica de salchicha.
3. RMN: Se comprueban los mismos hallazgos que en TC, agregando la visualización de conducto pancreático principal, que presenta estrechez, con frecuencia en múltiples focos, sin dilatación.
4. Endosonografía (EUS): Se obtienen imágenes de alta resolución del páncreas, el método se considera como el más exacto en diagnóstico y etapificación de enfermedades inflamatorias, lesiones quísticas y malignas del páncreas.

## Diagnóstico diferencial
El cáncer de páncreas es la afección más común que debe diferenciarse de las formas locales de
pancreatitis autoinmune. La diferenciación del carcinoma pancreático y del páncreas normal sobre
la base de las características de realce en la TC de fase doble demostró que el valor medio de
atenuación de la TC del parénquima pancreático en pacientes con pancreatitis autoinmune era
significativamente menor que en pacientes con un páncreas normal, el valor medio de atenuación
de la masa de la TC en la pancreatitis autoinmune no era significativamente diferente del
carcinoma, pero en la fase hepática, el valor era significativamente mayor que el del carcinoma.

## Tratamiento
La dosis de prednisona no está claramente definida en la literatura. Se recomienda iniciar el tratamiento con 0,5 – 1 mg/kg/día por algunas semanas, seguido por una disminución gradual. En nuestra experiencia utilizamos un tratamiento de aproximadamente tres meses, con buena respuesta. El rol de los agentes inmunosupresores como la azatioprina todavía no está aclarado.